# Euphyia albipennis
Euphyia albipennis là một loài bướm đêm trong họ Geometridae.